# Видиковац (Раковица)
Видиковац је насеље које припада општини Раковица, и налази се на 10 километара од центра Београдa. Насеље се налази на граници општина Чукарица и Раковица.Налази се на 190—195 метара надморске висине.

## Историјат
Видиковац је настало крајем седамдесетих година, између Лабудовог Брда и Церака. Име насеља потиче од локације са које се види велики део источног Београда. Велики део насеља пројектовали су Михаило Чанак и Александар Ђокић.
Због близине брду Стражевица, које је готово свакодневно било изложено ударима пројектила, насеље је веома осетило ефекте НАТО бомбардовања 1999. године, а један од неексплодираних направа завршио је у близини тржног центра.
Последњих година, Видиковац је под великом изградњом комерцијалних и стамбених објеката.

## Саобраћај
На Видиковцу се налазе окретнице аутобуса 23, 53, 89, 504 и 521, као и такси станица, а пролазе још и аутобуси 59, и 534. Поред насеља пролази Ибарска магистрала.

## Институције и објекти
Видиковац претежно чине солитери, поготово у улицама Видиковачки Венац (Партизанска) и Патријарха Јоаникија.
У центру насеља налази се полицијска станица, бивши Техногас (стаклена зграда), мали тржни центар где се налази пошта, трговине, банке, а и продавница МАКСИ и Лили где се некада налазио ресторан друштвене исхране Центропрома (КИЈЕВО), близу које је смештена Основна школа "Бранко Ћопић" изграђена 1985. године, као и вртић "Душко Радовић". Иза Основне школе налази се комплекс спортских игралишта. На Видиковцу се налази и пијаца, највећа у јужном делу града и тржни центар „Базар Видиковац“ (изграђен 1991—1994). Поред тржног центра, 2002. године отворен је ресторан брзе хране Макдоналдс поред којег се зими налази и клизалиште. Почетком 2007. године завршена је изградња цркве, „Храм Преображења Господњег“.
Велики недостатак је непостојање дома здравља.

## Становништво
Насеље има 16,098 становника (2002)

## Солитери
Насеље је конструисано у малим концентричним круговима.Сваки круг има по 6 зграда (до 24 спрата). Између зграда се налазе платои испод којих се налазе продавнице, књижаре, теретане... Велики део зграда је надограђено за по неколико спратова. Главна улица Видиковачки Венац је кружна.

## Галерија
- Видиковачки Венац у раним јутарњим сатима. У другом плану се види крај Видиковца и почетак Раковице а у задњем плану и 5 солитера, крај ВМА.
- Видиковац
- Табла Улице патријарха Јоаникија на Видиковцу